# Fabrizzio de Negri
Fabrizzio De Negri Murillo (Santiago de Chile, 1971) es un compositor, arreglador y director chileno.

## Biografía
Se inicia en la música muy tempranamente con el piano a los 4 años y componiendo sus primeras piezas a los 9 años. Posteriormente estudia violín y piano de forma paralela.
Se gradúa como Licenciado en Ciencias y Artes Musicales en la Pontificia Universidad Católica de Valparaíso, donde estudia composición bajo la guía de compositor chileno Andrés Alcalde entre 1992 y 1995. Luego realiza cursos de composición con el maestro italiano Antonio Pileggi en Santiago de Chile y Caracas (becado por Atempo-Paris) en 2007. Obtiene en la Universidad de Chile el grado de Magíster en composición (becado por la FACh) bajo la guía del compositor Jorge Martínez. Sus obras se han presentado en; Alemania, Argentina, Chile, España, Estados Unidos, México y Venezuela, y han contado con intérpretes como Mauricio Weintraub, Luis Gorelik, David Delpino, Rodolfo Saglimbeni, José Luis Domínguez, Sebastián Errázuriz, Luis José Recart, Nicolas Rauss, el Cuarteto Sur, el Garth Newel Piano Quartet, Claudio Parra y Aymeric Dupré. 
Después de un acercamiento hacia el estudio de la dirección de orquesta con Juan Pablo Izquierdo a comienzos de los 90’, asiste entre 1994 y 1997 a los programas de dirección de orquesta realizados por el director chileno Eduardo Browne. Entre 2000 y 2003 participa en los Stage Avanzados de dirección de orquesta en Concepción impartidos por el director israelita Luis Gorelik. Becado por Fundación Andes completa entre 2001 y 2003 el Programa de perfeccionamiento en dirección de orquesta dictado por el maestro argentino Guillermo Scarabino en el Teatro Colón de Buenos Aires. Participa también de los cursos de los maestros Emily Freeman-Brown, Fernando Rosas,  Alejandro Reyes, Jullian Willmost, Robert Henderson y Stanley DeRusha. 
Ha dirigido la Orquesta de cámara de la Primera Región, Filarmónica Regional de Valparaíso, Sinfónica de Concepción, Camerata UCV y varios ensambles líricos e instrumentales. Desde 2004 es Director musical de la Banda Sinfónica de la Fuerza Aérea de Chile. Con esta agrupación estrena en el festival Semanas Musicales de Frutillar sus obras; “Halcones”,  “Meditación N° 2” y “Adagio, para banda sinfónica”, esta última en homenaje a los mártires del accidente aéreo de la Isla Juan Fernández en 2011. 
Como orquestador ha trabajado para conciertos de; Los Jaivas, la soprano Verónica Villarroel, Filarmónica Regional de Valparaíso, Sinfónica de Chile, Orquesta Kreisler, Isabel Parra, Sinfónica de Concepción y la sección de vientos de la Sinfónica de Berlín.  Ha impartido seminarios sobre la música en el cine en la Pontificia UCV, UTFSM, Instituto AIEP, Escuela Nacional de Cine, Fundación imágenes en movimiento, Festival de Cine de Valparaíso, Festival Internacional de Cine de Viña del Mar y los programas de capacitación docente del Gobierno de Chile. Se han exhibido numerosas producciones audiovisuales restauradas por las cinematecas de Frankfurt, francesa y chilena, para las que ha compuesto música original, como Die Abenteuer des Prinzen Achmed (1926), Ballet mecanique (1924) y varios documentales.
En 2009 y 2014 recibe de manos del Comandante en Jefe de la FACh la medalla “General Diego Aracena Aguilar” por sus aportes a la Fuerza Aérea de Chile.
A la fecha ha ganado los concursos de composición de la Orquesta Sinfónica de Chile y de la FOJI. En 2003, con aportes del “Fondo Nacional para el Desarrollo Cultural y las Artes”, realiza junto al compositor Sebastian Errázuriz el disco “Música descubierta”

## Obras
Orquesta
Ensayo para orquesta juvenil (1998)
Pacífico (2001)
Temblor de cielo (2002)
In memoriam (2003)
Fragmentos de la ópera “La Quintrala” (2004)
La confianza Ltda. (2004) musical compuesto en conjunto con Sebastián Errázuriz, Víctor Hugo Toro, Ernesto Acher, Carlos Zamora. Libreto de Myriam Singer
Scherzo para cuerdas (2006)
Obertura para un dedo (2007)
Halcones (2009)

Ensamble y solos
Teoría de cuerdas, para cuarteto de cuerdas (1989, revisada en 2009)
FaViola, para cuarteto de cuerdas (1994)
Pancromática, para quinteto de bronce (1995)
Biobio, para piano solo (1995)
Conte nuit haut, para flauta, violín, chelo y piano (1997)
Patagonia, para oboe y piano (1998)
Meditación N° 1, para clarinete solo (1998)
Scherzo, para violín y piano (2002)
Remembranza, para banda militar (2008)
Meditación N° 2, para violín, piano, coro y ensamble (2010)
Adagio, para cuarteto de piano (2011)
Marcha “Halcones”, para banda sinfónica (2013)
Flying, para piano solo (2014)

Música Electroacústica
Fantasía concertante, para vibráfono y pista (2006)
Suite de Nosferatu (2011)

Música para cine y audiovisual
Aldo Francia (1994)
Valentín Letelier (1996)
Die Abenteuer des Prinzen Achmed (1997)
Ballet mecanique (1998)
De película (2004)
Crescendo (2008)
Nosferatu (2010)